# Gmina Jaworzyna Śląska
Die Gmina Jaworzyna Śląska ist eine Stadt- und Landgemeinde im Powiat Świdnicki der Woiwodschaft Niederschlesien in Polen. Ihr Sitz ist die gleichnamige Stadt (deutsch: Königszelt) mit etwa 5100 Einwohnern.

## Geographie
Breslau liegt etwa 45 Kilometer nordöstlich. Die Gemeinde grenzt an die Stadtgemeinden Świdnica und Świebodzice, die Stadt-und-Land-Gemeinden Strzegom und Żarów sowie die Landgemeinde Świdnica.

## Geschichte
In den Jahren von 1975 bis 1998 gehörte die Gmina zur Woiwodschaft Wałbrzych (Waldenburg), die im Zuge einer Gebietsreform in der heutigen Woiwodschaft Niederschlesien aufging.

## Gliederung
Neben der Stadt Jaworzyna Śląska gehören die nachstehenden Dörfer zur Gmina Jaworzyna Śląska:
- Bagieniec (Teichenau)
- Bolesławice (Bunzelwitz)
- Czechy (Tschechen; 1937–1945 Friedrichsrode)
- Milikowice (Arnsdorf)
- Nowice (Neudorf)
- Nowy Jaworów (Neu Jauernick)
- Pasieczna (Zedlitz)
- Pastuchów (Puschkau)
- Piotrowice Świdnickie (Peterwitz)
- Stary Jaworów (Alt Jauernick)
- Tomkowa (Tunkendorf)
- Witków (Wickendorf)